# Marie Mejzlíková-Černá
Marie Mejzlíková (provdaná Riedlová, později Černá, 16. prosince 1902 Praha-Vyšehrad — 30. května 1981 Praha) byla československá atletka, jedna z prvních atletek v Československu. Ve výsledkových listinách bývá uváděna také jako Marie Mejzlíková I pro rozlišení od její reprezentační kolegyně Marie Mejzlíkové-Majerové (II), sportovkyně nicméně nebyly příbuzné.

## Život
Narodila se v Praze do rodiny vltavského plavčíka, vyrostla na Vyšehradě. Sportovat začala v rámci klubu SK Smíchov, se kterým se účastnila prvních závodů. Věnovala se několika různým atletickým disciplínám. Po založení Svazu házené a ženských sportů roku 1920 a zapojení atletek ČSR do mezinárodních soutěží se Marie Mejzlíková I zúčastnila jako členka československé reprezentace Světových ženských her 1922 v Paříži, obdobě letních olympijských her, kterých se do té doby účastnili téměř výhradně muži.
Jako jedna z prvních závodnic začala běhat v tretrách. Ty věnoval profesor tělovýchovy a sportovní trenér československé reprezentace na LOH 1920, Čechoameričan Josef Amos Pípal. Zúčastnila se také na jaře 1923 ženských závodů v monackém Monte Carlu pořádaných Federací ženských sportů, kde zvítězila v hodu koulí obouruč výsledkem 17,05 m. Sportu se aktivně věnovala až do začátku 30. let 20. století.
Vytvořila několik ženských republikových a světových rekordů:
- hod koulí 5 kg: 830 cm (1922, Prostějov)
- štafeta 4×100 m: 53,2 s (21. května 1922, Paříž), spolu s Marií Bakovskou, Marií Jiráskovou a Marií Mejzlíkovou II[6]

### Úmrtí
Marie Mejzlíková-Černá zemřela 30. května 1981 v Praze ve věku 78 let.